# خورخه دل ریو سالاس
خورخه دل ریو سالاس (اسپانیایی: Jorge del Río Sálas‎; ۳۰ اکتبر ۱۹۱۸ – تاریخ ورودی نامعتبر است) قایقران قایق بادبانی اهل آرژانتین بود.